# Fidelity Fiduciary Bank
«Fidelity Fiduciary Bank» es una canción de la película de Walt Disney Mary Poppins, compuesta por Richard M. Sherman y Robert B. Sherman.
La canción es cantada por los banqueros viejos de Dawes, Tomes, Mousely, Grubbs Fidelity Fiduciary Bank, liderados por el "Mayor Mr. Dawes" (Dick Van Dyke), a los dos hijos de George Banks, Jane y Michael, en un intento por hacer que Michael Banks invierta sus dos peniques en el banco. Comforme la canción continúa, también hace presión sobre George, un joven empleado en el banco, para influir en Michael. Cuando Michael finalmente, de manera muy sutil, abre su mano para dar los peniques, el mayor Mr. Dawes toma los peniques para él. Michael protesta muy fuerte, lo que causa pánico y caos.  Un pánico bancario toma lugar.

## Apariciones
De acuerdo al comentario del DVD del 50.º aniversario del lanzamiento, muchas de las orquestas se cayeron de sus sillas riendo mientras escuchaban la reproducción con letras.
La canción no está presente en el musical de la película.
Un verso en el cual Mr. Banks canta en un intento de convencer a Michael para invertir su dinero va así:

Railways through Africa
Dams across the Nile
Fleets of ocean greyhounds
Majestic, self-amortizing canals
 Go and get the money of Michael and invest it.
Plantations of ripening tea
Ferrocarriles a través de África
Presas en el Nilo 
Flotas de galgos oceánicos
Canales majestuosos que se amortizan a sí mismos
Ve a buscar el dinero de Michael e inviértalo.
Plantaciones de té de maduración

tiene sus orígenes en un ensayo de C. C. Turner titulado 'Money London' en el libro de G. R. Sims llamado Living London (London: 1903):

It is impossible to realise without much thought the industrial power that is wrapped up in money London. Railways through Africa, dams across the Nile, fleets of ocean greyhounds, great canals, leagues of ripening corn – London holds the key to all of these, and who can reckon up what beside.
Es imposible darse cuenta sin pensar mucho en la potencia industrial que está envuelta en dinero en Londres. Los ferrocarriles a través de África, las represas al otro lado del Nilo, las flotas de galgos oceánicos, los grandes canales, las leguas de maíz en maduración: Londres tiene la clave de todo esto, y quién sabe de qué se trata.